# Juli (Peru)
Juli é uma cidade do Peru, situada na região de  Puno. Capital da província de Chucuito, sua população em 2017 foi estimada em 8.148 habitantes.